# قناة حنبعل الشرق
قناة حنبعل الشرق هي القناة الثانية لباقة قنوات حنبعل التونسية التي تم إطلاقها بعد نجاح حنبعل تونس.
بدأت بثها التجريبي في 13 فبراير 2008 وانطلقت رسميا يوم 16 مايو وهي قناة تونسية وعربية مفتوحة مجانا متخصصة في الدراما التليفزيونية العربية.
القناة، ولصعوبات مادية، لم تستطع مجابهة تيار قنوات الدراما المفتوحة فتم إغلاقها في التاسع عشر من شهر أبريل 2009 بعد أقل من عام على إطلاقها.

## مواضيع ذات علاقة
- قناة حنبعل
- قناة حنبعل الفردوس
- باقة قنوات حنبعل